# 니 부모 얼굴이 보고 싶다
"니 부모 얼굴이 보고 싶다"는 2022년에 개봉한 대한민국의 영화이다.

## 캐스팅
- 설경구: 강호창 역
- 천우희: 송정욱 역
- 문소리: 안애숙 역 - 건우 엄마
- 오달수: 도지열 역
- 고창석: 정 선생 역
- 김홍파: 박무택 역
- 강신일: 오중섭 역 - 교장
- 남기애: 규범 할머니 역
- 이미은: 이든 엄마 역
- 이지은: 윤재 엄마 역
- 전국향: 정욱 엄마 역
- 성유빈: 강한결 역
- 유재상: 김건우 역
- 정유안: 도윤재 역
- 정택현: 정이든 역
- 박진우: 박규범 역
- 노정의: 남지호 역
- 박명신: 권미옥 역 - 경찰서장
- 정승길: 이준상 역 - 경사
- 손산: 황선생 역
- 이승훈: 판사 역
- 윤경호: 검사 역
- 윤돈선:  신팀장 역
- 김성오: 모바일 수리점 사장 역
- 이봉규[2]: 낚시꾼 할아버지 역
- 최선자: 낚시방 슈퍼 할머니 역
- 김선희: 라디오 아나운서 역